# Рене Рошел
Рене Рошел (на английски: Renee Roszel) е американска писателка, авторка на бестселъри в жанровете съвременен и хумористичен любовен роман.

## Биография и творчество
Рене Рошел Уилсън е родена на 20 декември 1946 г. в Тълса, Оклахома, САЩ. Омъжена е за инженер и има двама сина.
Първият ѝ романс „Hostage Heart“ е публикуван през 1983 г. До 2007 г. пише общо 41 романа.
Тя е член на Асоциацията на писателите на романси на Америка. Била е 4 пъти номинирана за наградата за романтична литература „РИТА“.
Рене Рошел живее със семейството си в Уичита, Канзас.

## Произведения

### Самостоятелни романи
- Hostage Heart (1983)
- Wild Flight (1983)
- Wind Shadow (1984)
- Another Man's Treasure (1985)
- Nobody's Fool (1986)
- Another Heaven (1989)
- Legendary Lover (1989)
- Valentine's Knight (1991)
- Unwilling Wife (1991)
- Prince of Delights (1992)
Принцът на удоволствията, изд.: „Арлекин България“, София (1993), прев. Вихра Ганчева
- Devil to Pay (1992)
Съдбовен залог, изд.: „Арлекин България“, София (1993), прев. Теодора Давидова, Здравка Славянова
- A Bride for Ransom (1993)
- No More Mr. Nice (1993)
- Sex, Lies and Leprechauns (1994)
- Ghost Whispers (1994)
- Make-believe Marriage (1995)
- Brides for Brazen Gulch (1996)
- Getting Over Harry (1996)
- There Goes the Bride (1998)
- Gift-wrapped baby (1998)
- Boardroom Bridegroom (1998)
- The One-week Marriage (1999)
- Bride on the Loose (2000)
- To Catch a Bride (2001)
- Her Hired Husband (2001)
- The Tycoon's Temptation (2002)
- Bridegroom on Her Doorstep (2002)
- Surrender to a Playboy (2003)
- A Bride for the Holidays (2003)
- Just Friends To...Just Married (2005)
- Blue Moon Bride (2006)
- Sex, Lies and Cellulite (2007)

### Серия „Омагьосани булки“ (Enchanted Brides Trilogy)
1. To Marry a Stranger (1997)
2. Married by Mistake! (1997)
3. Her Mistletoe Husband (1998)

### Серия „Основателността на брака“ (Merits of Marriage)
1. Honeymoon Hitch (2000)
2. Coming Home to Wed (2000)
3. Accidental Fiancee (2001)

### Участие в общи серии с други писатели

#### Серия „Връщане в ранчото“ (Back To The Ranch)
13. Dare to Kiss a Cowboy (1994)
от серията има още 16 романа от различни автори

#### Серия „Невеста!“ (Hitched!)
- To Lasso a Lady (1996)

от серията има още 6 романа от различни автори

#### Серия „Бейбибум“ (Baby Boom)
- The Billionaire Daddy (1999)

от серията има още 13 романа от различни автори

### Сборници
- Bride On The Loose / Married After Breakfast (1999) – с Колийн Колинс
- Cowboy Country (2002) – с Джудит Боуен
- Christmas, Kids and Kisses (2006) – с Даяна Хамилтън и Кейт Уокър